# تشارلز إرنست هوسكينغ جونيور
تشارلز إرنست هوسكينغ جونيور (بالإنجليزية: Charles Ernest Hosking, Jr.)‏ هو جندي أمريكي، ولد في 12 مايو 1924 في رامزي في الولايات المتحدة، وتوفي في 21 مارس 1967 في دونغ زواي ‏ في فيتنام.